# تهريب المخدرات

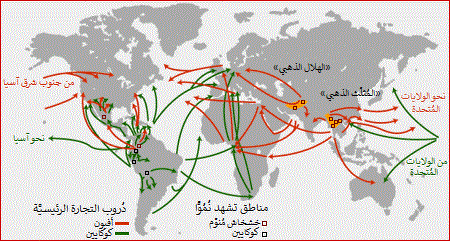
خريطة تهريب المخدرات عالميا

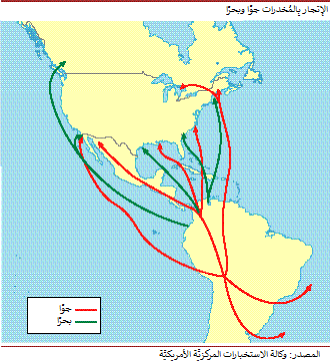
خريطة طرق تهريب المخدرات بحرا وجوا في الأمريكتين.

تعدّ تجارة المخدرات من أكبر الأسواق السوداء العالمية مرورا بالزراعة فالتصنيع فالتوزيع فالبيع. أغلب البلاد حظرت هذه التجارة إلا في حالة وجود ترخيص .
ذكر تقرير الأمم المتحدة أن «تجارة المخدرات على مستوى العالم قد تخطى حاجز 321.6 مليار دولار في عام 2003». في حين وصل الناتج المحلي الإجمالي لجميع البلدان إلى 36 تريليون دولار في نفس العام، يمكن القول بأن حجم تجارة المخدرات غير المشروعه قد وصل إلى 1٪ من حجم التجارة العالمية. ومازال الرقم في ازدياد.

## التاريخ

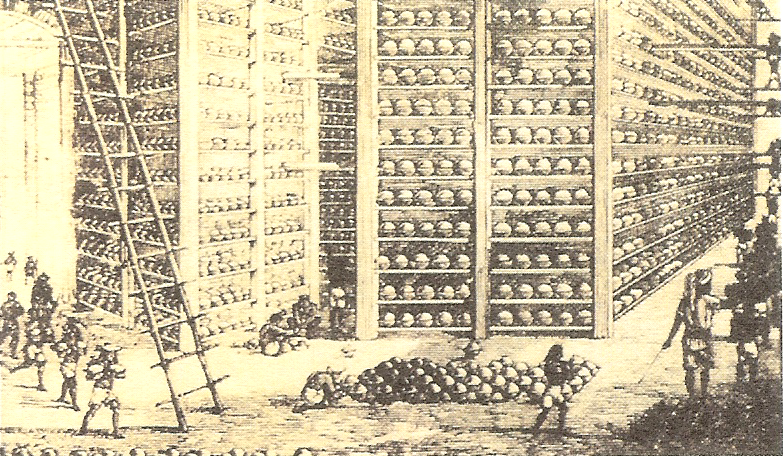
مستودع لتجارة الأفيون تابع لشركة الهند الشرقية

نمو تجارة الأفيون في الصين عام 1908

تعدّ الحكومة الصينية من أوائل الحكومات الحديثة التي حاربت تجارة المخدرات حيث قامت بإصدار مراسيم ضد الأفيون في عام 1729، وعام 1796 وعام 1800. بينما منع في الغرب في أواخر القرن التاسع عشر وأوائل القرن العشرين.
في أوائل القرن التاسع عشر، توغلت تجارة المخدرات في الصين، قامت على أثرها الحكومة الصينية بفرض حظر على إستيراد الأفيون. الأمر الذي رفضته المملكة المتحدة وأعلنت حرب الأفيون الأولى (1839-1842) على الحكومة الصينية والتي كان يحكمها في ذلك الوقت سلالة تشينغ.

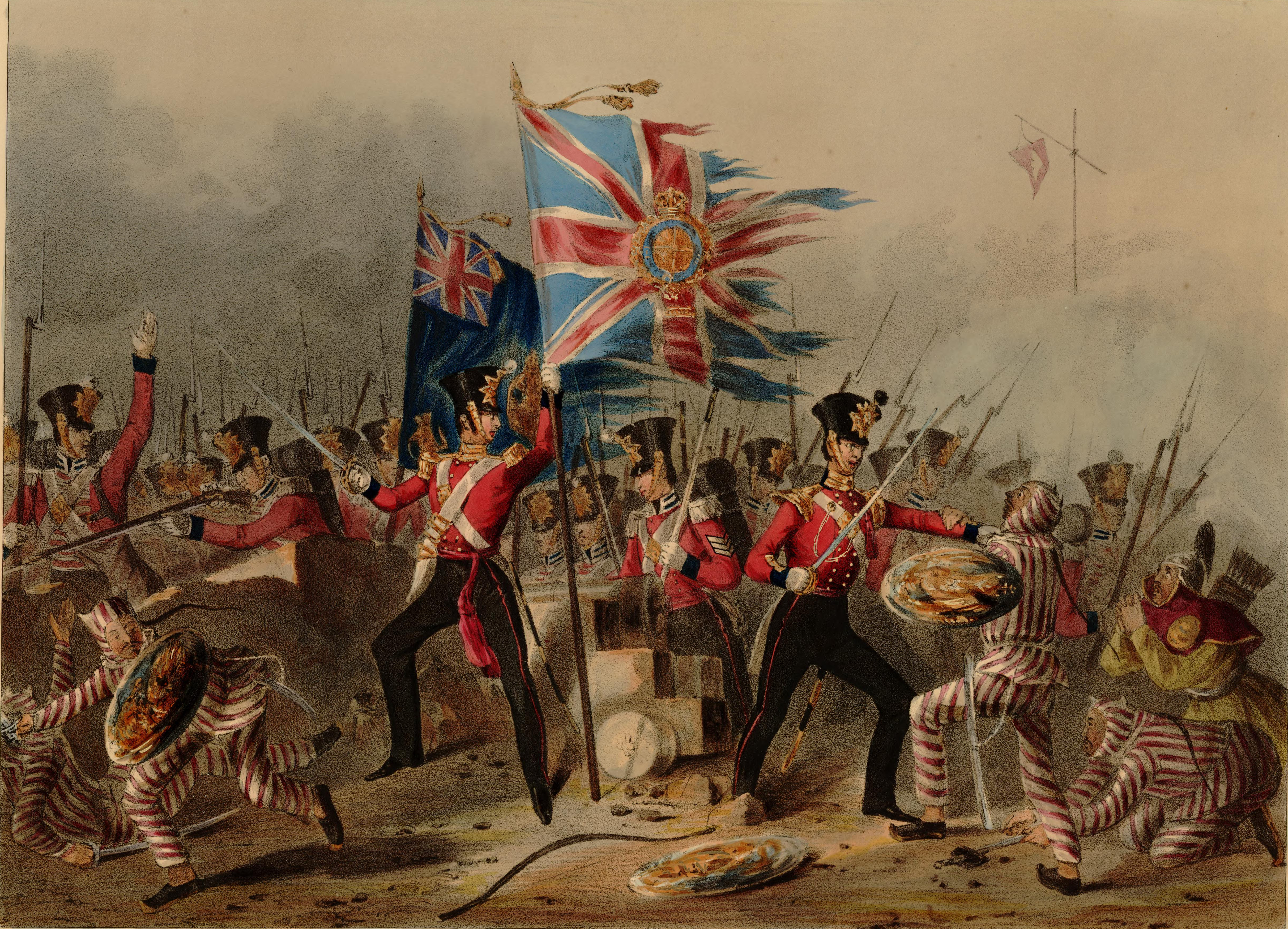
القوات البريطانية في إحدى معارك حرب الأفيون الأولى عام 1841

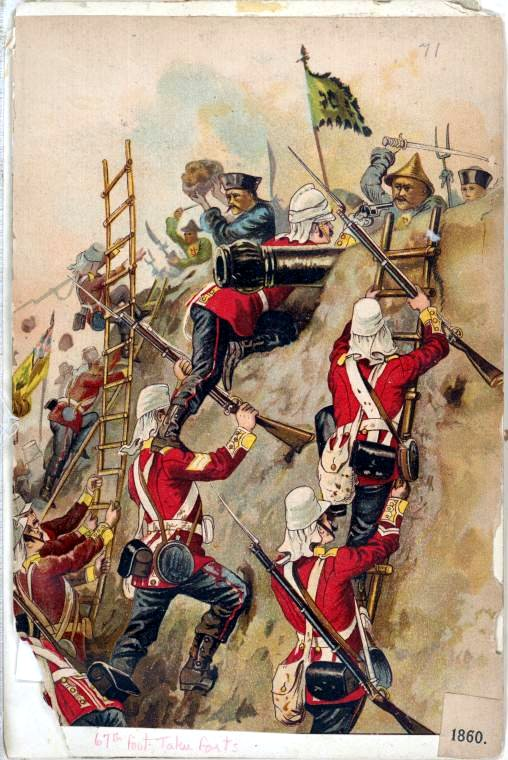
القوات البريطانية في حرب الأفيون الثانية عام 1860

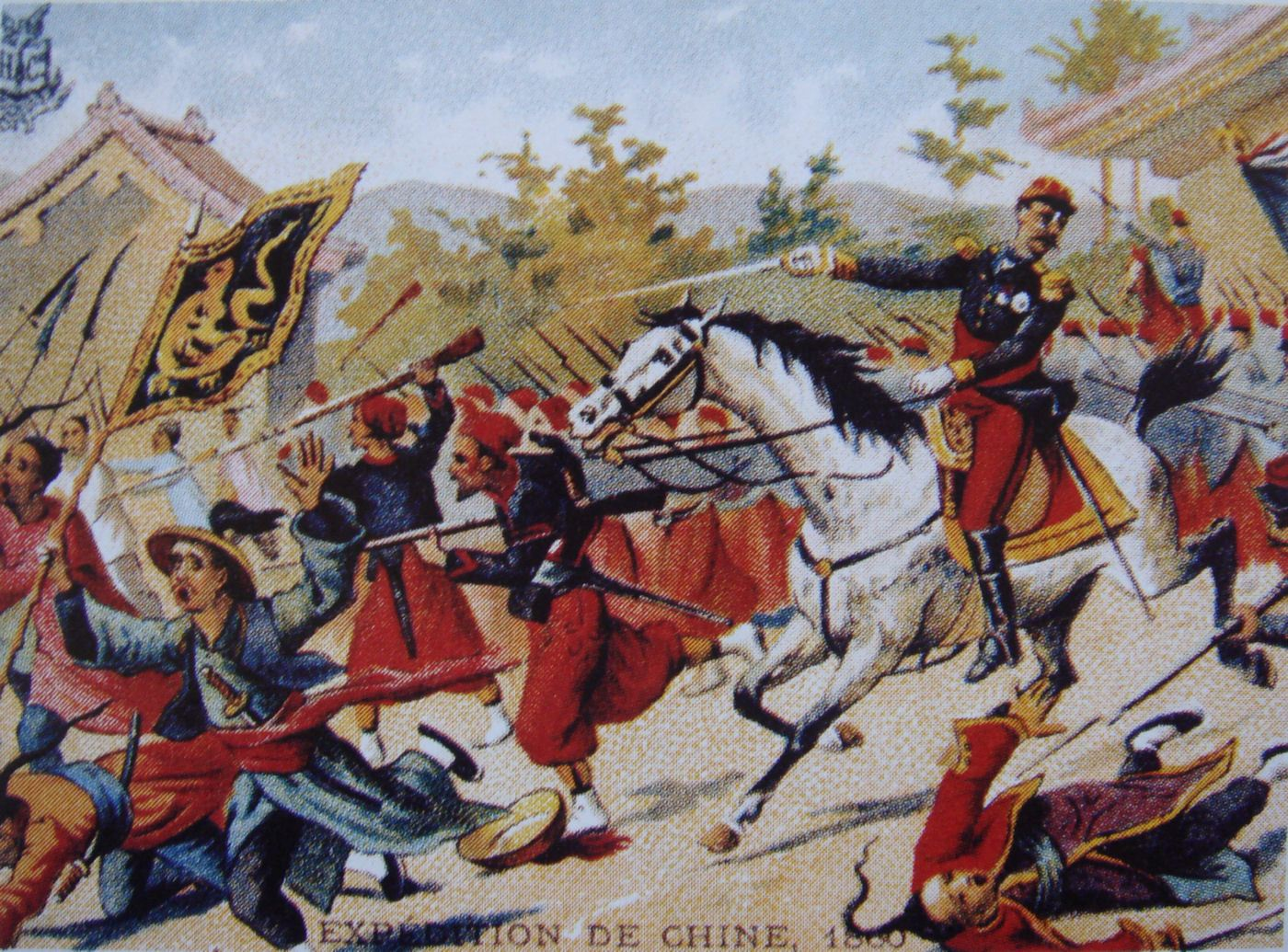
القوات الفرنسية في حرب الأفيون الثانية عام 1860

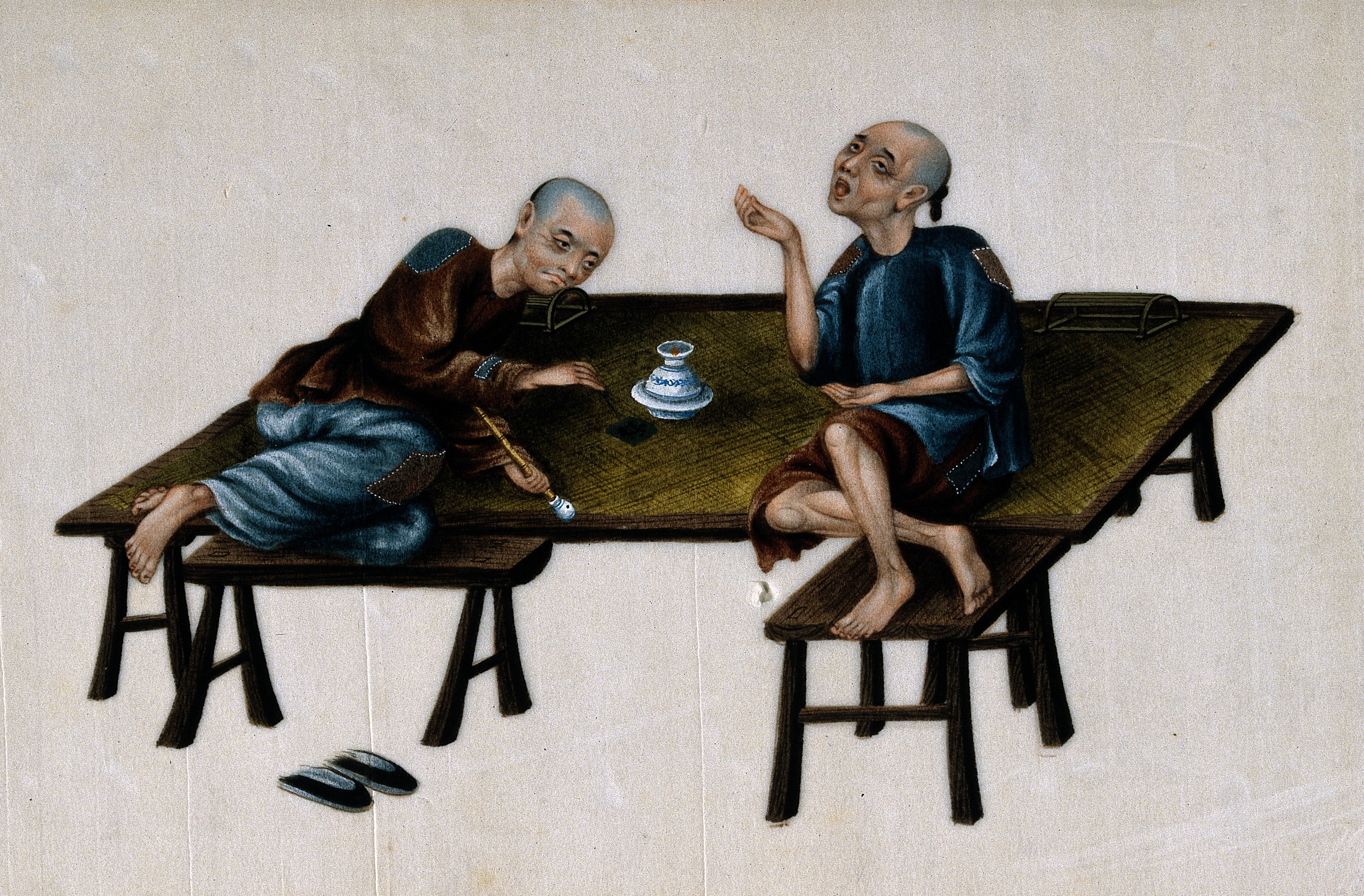
أصبج تدخين الأفيون في الصين أمرا طبيعيا في القرن التاسع عشر

خسرت الصين الحرب أمام المملكة المتحدة، وأجبرت على السماح للتجار البريطانين بتجارة الأفيون على أرضها. أصبح تدخين الأفيون أمر طبيعي في القرن التاسع عشر. فإزداد عدد التجار الإنجليز في الصين وإزداد حجم التجارة بشكل ملحوظ. بحلول عام 1838 تراوح عدد مدمني الأفيون في الصين من 4 مليون إلى 12 مليون مدمن. 

في عام 1856 إندلعت حرب الأفيون الثانية بانضمام فرنسا إلى بريطانيا ضد الصين. بعد الحربين سيطر التاج البريطاني من خلال معاهدات نانجينغ وتيانسين على ميناء جوانج شو، وكان من نتائج تلك الإتفاقية:
1. فتح خمسة موانئ جديدة للتجارة الدولية وتحديد الأفيون بصفة خاصة من بين البضائع المسموح باستيرادها.
2. حرية الملاحة على نهر تشانغ جيانغ.
3. السماح بدخول المسيحية في أرجاء الصين.
4. أن تدفع الصين 6 مليون تايل من الفضة، مليوني لفرنسا، 2 مليون للقوات البريطانية، مليوني للتجار البريطانيين.

في عام 1868، نتيجة لزيادة استخدام الأفيون، قيدت المملكة المتحدة بيع الأفيون في الإستخدامات الطبية بقانون الصيدلة. في الولايات المتحدة أعلنت الدولة أنها سيطرت على تجارة الأفيون بقانون هاريسون في عام 1914، بالإضافة إلى إقرار القوانين الإتفاقية الدولية للأفيون في عام 1912.
في الفترة بين 1920 و 1933، تم حظر الكحول في الولايات المتحدة. على الرغم من صعوبة تطبيق القانون على أرض الواقع كان من نتائجة نمو الكثير من المنظمات الإجرامية، بما في ذلك المافيا الأمريكية الحديثة.
نشرت لجنة منع الجريمة الأسترالية تقرير عن تجارة المخدرات غير المشروعه لعام 2011-2012 المنشور في غرب سيدني في 20 مايو عام 2013. كشف هذا التقرير أن مضبوطات المواد غير المشروعة في أستراليا خلال الفترة المذكورة في التقرير قد تجاوز المضبوطات في العقد الأخير، بسبب اعتراض تجارة الأميفيتامين والكوكايين والمنشطات والستيرويد.
شهدت بداية القرن الحادي والعشرين زيادة ملحوظة في استخدام المخدرات بشكل عام في أمريكا الشمالية وأوروبا، والماريجوانا والكوكايين بشكل خاص. أدى ذلك إلى تعاون عصابات الجريمة الدولية المنظمة مثل كارتل سينالوا وندرانجيتا لتسهيل تجارة المخدرات عبر المحيط الأطلسي.
أما في أوروبا فكانت المخدرات الأكثر تداولا هو الحشيش، الذي يتم تهريبة عموما من المغرب إلى إسبانيا ليتم تصديره لاحقا إلى الأسواق النهائية ( مثل فرنسا ودول أوروبا الغربية).
عقدت لجنة الأمم المتحدة للعقاقير المخدرة (CND) المسئول الأول في محاربة هذا المجال في العالم اجتماعها السنوي في فيينا بالنمسا في منتصف شهر مارس عام 2014. أتبع هذا الاجتماع بالعديد من الإصلاحات السياسية العامة في جميع العالم، مثل القرار الذي إتخذته الحكومة الأوروغواية بتقنين القنب لتصبح أول بلد تسمح بتداول مخدر القنب.

إهتم جوان سيستي نائب مدير المجتمع العالمي لتجاة المخدرات بتكوين قوانين وسياسات شديدة للحد من تجارة المخدرات. نشرت صحيفة الكونسورتيوم على لسانه «لن تتقاصر الحكومة عن بذل أي جهد لمحاربة المخدرات، ولن ندخر أي جهد أثناء إصلاح القوانين وشن الدساتير».

## العقوبات
تعدّ تجارة المخدرات من أخطر الجرائم في جميع أنحاء العالم. وغالبا ما تعتمد العقوبات على:
- نوع المخدر (وتصنيفة في البلد المقبوض عليه فيها).
- الكمية المتاجر بها.
- كيفية التوزيع، فإذا كانت المخدرات تباع لأشخاص دون السن القانونية تكون العقوبات أقسى.

تختلف عقوبة تهريب المخدرات في العديد من البلاد. فقد تكون العقوبة السجن لفترات طويلة، الجلد، وقد تصل العقوبة إلى الإعدام كما في سنغافورة وماليزيا وإندونيسيا والسعودية .
في ديسمبر 2005، فان نجوين تونج، مهرب مخدرات استرالي صاحب 25 عاما، أعدم شنقا في سنغافورة بعد أن أدين في مارس 2004.

في عام 2010، حكم على شخصين بالإعدام في ماليزيا بعد إدانتهما بالإتجار 1 كيلوجرام (2.2 رطل) من القنب داخل البلاد. فكلما كانت العقوبات أقسى، كلما كانت رادعة وأكثر فعالية.

## تأثير تهريب المخدرات على المجتمعات
بالطبع فإن أكثر البلاد إنتاجا للمخدرات هي أكثر البلاد المتأثرة بهذة التجارة، هذا لا ينفى مقدار تأثر البلاد المستقبلة سلبا. فعلى سبيل المثال إستقبلت الإكوادور حوالي 300 الف لاجئ من كولومبيا وهم المسؤلون عن تشغيل العصابات المسلحة، القوات شبة العسكرية، إدارة هذه التجارة، خلق مشاكل اقتصادية واجتماعية بين كولومبيا والإكوادور ودول أمريكا الجنوبية.
هندوراس، والذي يمر عبرها حوالي 79٪ من الكوكايين في طريقها إلى الولايات المتحدة، لديها أعلى معدل قتل في العالم. وفقا لمجموعة إدارة الأزمات الدولية فإن المناطق الأكثر عنفا في أمريكا الوسطى هي الحدود بين غواتيمالا وهندوراس، لارتباط هذه المناطق الوثيق بتجارة المخدرات.

### جرائم العنف
يوجد اعتقاد وثيق في العديد من بلدن العالم بوجود صلة مباشرة بين تجارة المخدرات وجرائم العنف مثل القتل. وينطبق هذا الاعتقاد بشكل خاص في البلدان النامية، مثل هندوراس، وبشكل عام في باقي دول العالم حتى المتقدمة. في أواخر التسعينات في الولايات المتحدة الأمريكية، يقدر مكتب التحقيقات الفيدرالي أن 5٪ من جرائم القتل لها علاقة مباشرة بتجارة المخدرات. في كولومبيا يمكن أن يكون الوضع الاقتصادي السيئ وغياب دولة القانون هي أحد أسباب جرائم العنف.
بعد حملة القمع التي شنتها كلا من السلطات الأمريكية والمكسيكية في العقد الأول من القرن الحادي والعشرين كجزء من تشديد الأمن وحماية الحدود في أعقاب أحداث 11 سبتمبر 2001، إرتفع معدل جرائم العنف في الحدود المكسيكية. قدرت الحكومة المكسيكية أن 90٪ من جرائم القتل مرتبطة بالمخدرات.
نشرت حكومة المملكة المتحدة وحدة المخدرات تقرير نشرته الصحافة، ذكرت فيه أن زيادة أسعار المخدرات كالهيروين، الكوكايين هي من أهم أسباب انتشار الجريمة، فوصل السطو على المحلات إلى 85٪، 70-80٪ من عمليات السرق بالإكراه، 54٪ من عمليات السرقة. كما نشرت أن تكلفة الجرائم المرتبكة بسبب تجارة المخدرات كالهيروين والكوكايين قد وصل إلى 16 مليار دولار في العام الواحد.

## تجارة الكوكايين عبر فنزويلا

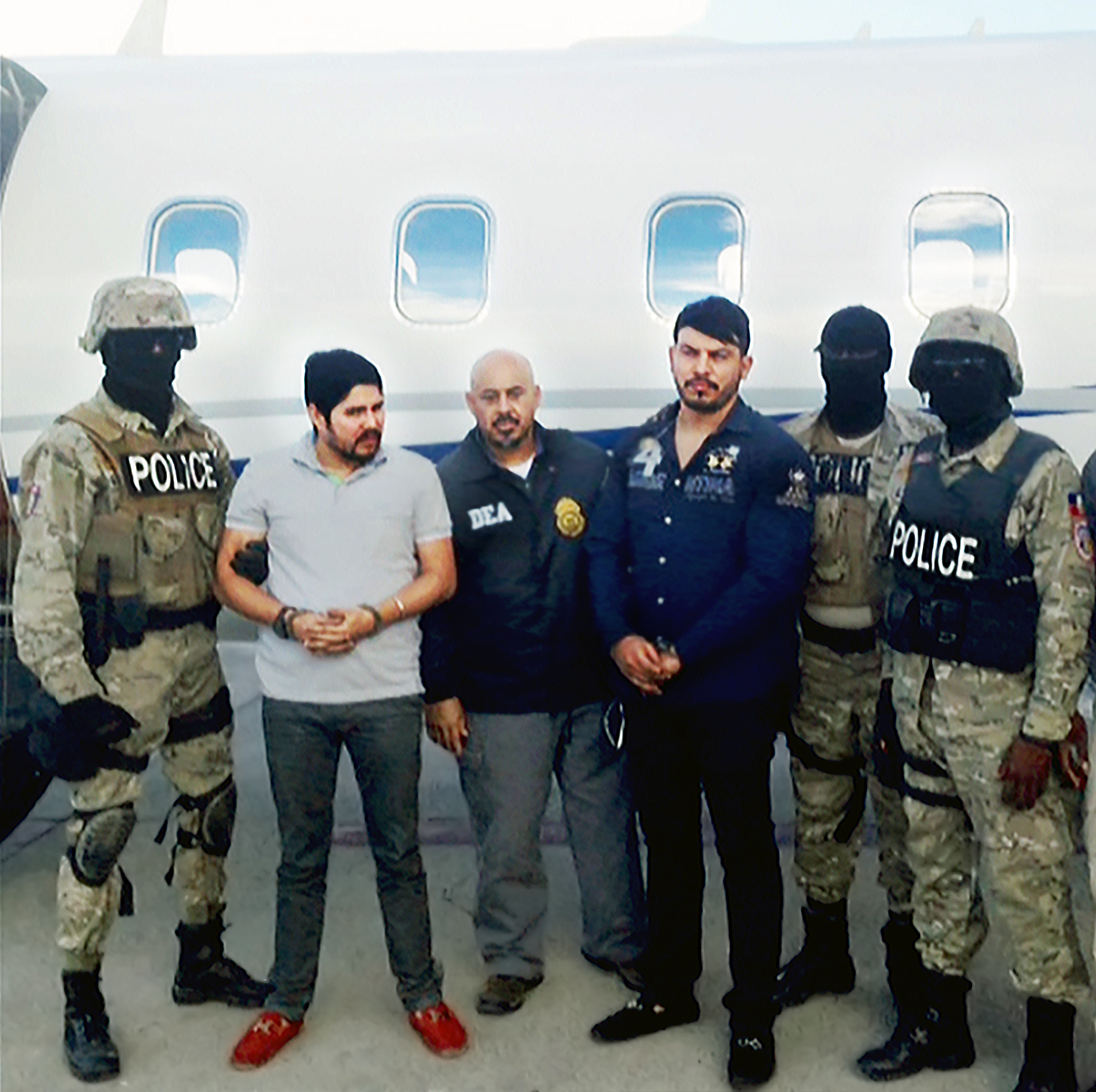
أبناء أخ الرئيس نيكولاس مادورو بعد القبض عليهم لتجارة المخدرات يوم 10 نوفمبر 2015.

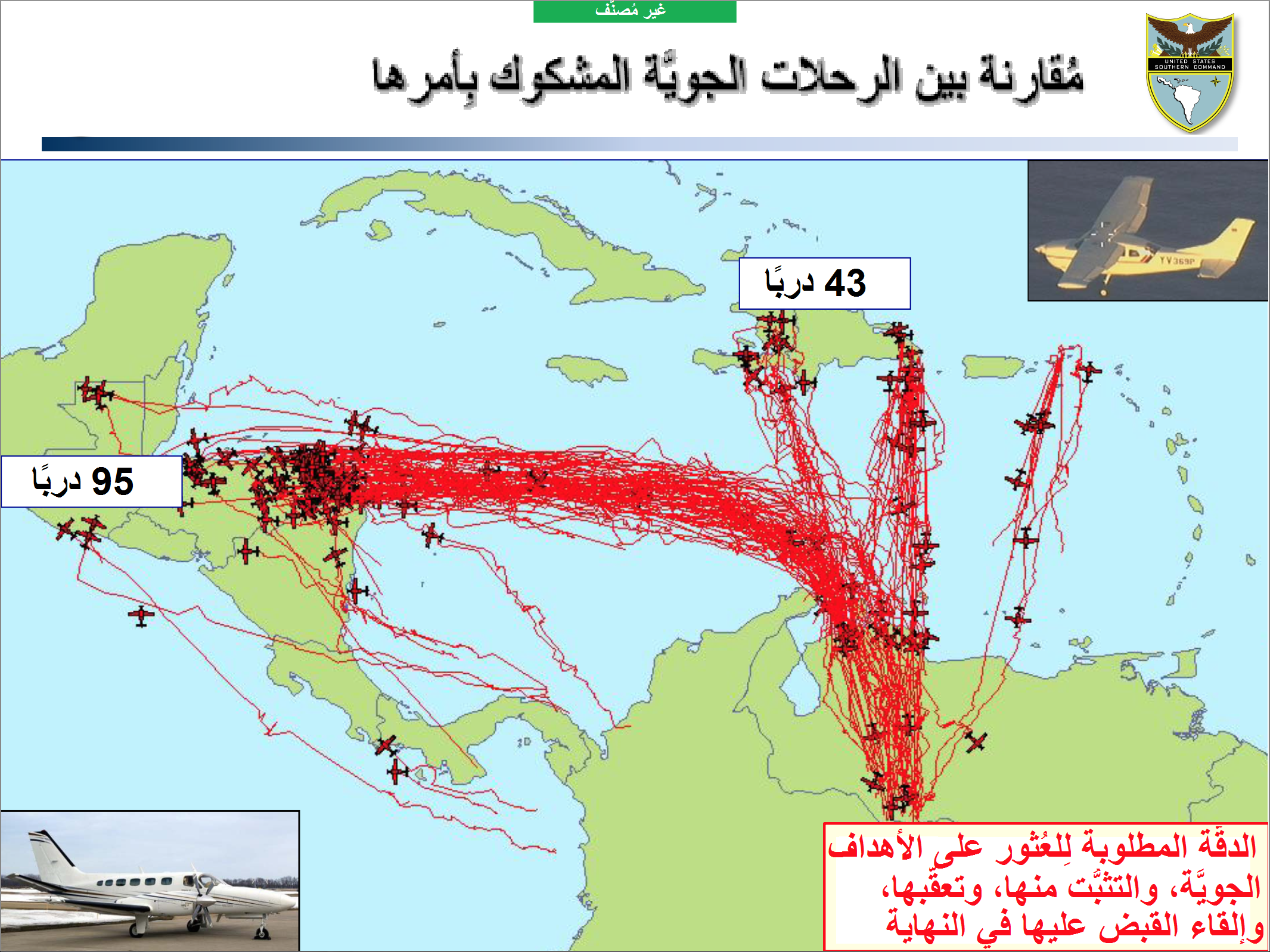
الطرق الجوية لتهريب المخدرات عبر فنزويلا.

تاريخيا كانت فنزويلا هي الطريق الأساسي لتهريب المخدرات إلى الولايات المتحدة وأوروبا التي تصنع في كولومبيا، مرورا بدول أمريكا الوسطى كالمكسيك ومنطقة البحر الكاريبي كهايتي والجمهورية الدومينيكية وبورتوريكو.
وفقا للأمم المتحدة، كان هناك زيادة ملحوظة في تجارة الكوكايين عن طريق فنزويلا منذ عام 2002. في عام 2005 قطعت فنزويلا علاقتها مع إدارة مكافحة المخدرات للولايات المتحدة (DEA) متهمة إياها بالتجسس.

بعد رحيل إدارة مكافحة المخدرات من فنزويلا، ومع توسيع نطاق الوكالة لإدارة مكافحة المخدرات مع كولومبيا في عام 2005، أصبحت فنزويلا هي الأكثر جاذبية لتجارة المخدرات. في الفترة ما بين 2008 و 2012، إنخفضت مرتبة فنزويلا من حيث كمية مضبوطات الكوكايين من المركز الرابع في عام 2008 إلى المركز السادس في عام 2012.

## تجارة الكوكايين عبر غرب افريقيا
ازدادت عمليات شحن الكوكايين المنتج في كولومبيا وبوليفيا إلى غرب أفريقيا (خاصة في الرأس الأخضر، مالي، بنين، توغو، نيجيريا، الكاميرون، غينيا، بيساو وغانا). وكثيرا ما تجرى عمليات غسيل الأموال في بلدان مثل نيجيريا وغانا والسنغال.
غالبا ما تستخدم طائرات الشحن الآن لنقل البضائع من الدول المنتجة إلى دول غرب أفريقيا. نظرا لتشبع السوق في أفريقيا زيادة الشحن إلى أوروبا.
وفقا لمعهد أفريقيا الاقتصادية، وصل قيمة المخدرات المهربة في غينيا-بيساو تقريبا ضعف قيمة الناتج المحلي الإجمالي للبلد. غالبا ما يتم رشوة ضباط الشرطة. يصل راتب ضابط الشرطة الشهري تقريبا إلى 94 دولار وهو أقل من سعر 2٪ للكيلوجرام الواحد (2.2 رطل) من الكوكايين. يمكن غسل الأموال في تجارة العقارات المشروعه، بناء المنازل ثم بيعها. عند تهريب المخدرات عن طريق الصحراء يضطر التجار إلى التعاون من المنظمات الإرهابية في المكان لتوفير أمن الطرق وأسرعها.

## طرق تهريب المخدرات في أسيا
يتم تهريب كميات كبيرة من المخدرات إلى أوروبا من آسيا. تعدّ أفغانستان هي المصدر الرئيسي لهذه المخدرات. فيزرع الأفغان المخدرات ليتم تهريبها إلى غرب ووسط آسيا فيما بعد. يتخذ المهربين إيران كطريق رئيسي في عمليات التهريب. صرح رئيس هيئة الحدود الإيرانية قائلا إن بلاده تشكل عائقا قويا في عملية تهريب المخدرات إلى بلاد القوقاز، خصوصا جمهورية أذربيجان.

## عبر الإنترنت
حدث نمو هائل في تجارة المخدرات في مواقع الإنترنت المظلم كموقع سوق دارك نت.

## الأرباح

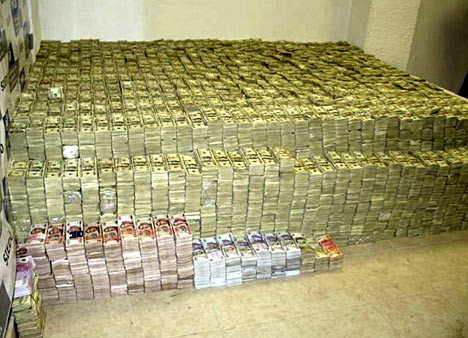
تمت مصادرة 207 مليون دولار من المكسيكي زيهنلي يو غون أحد كبار تجار المخدرات في عام 2007

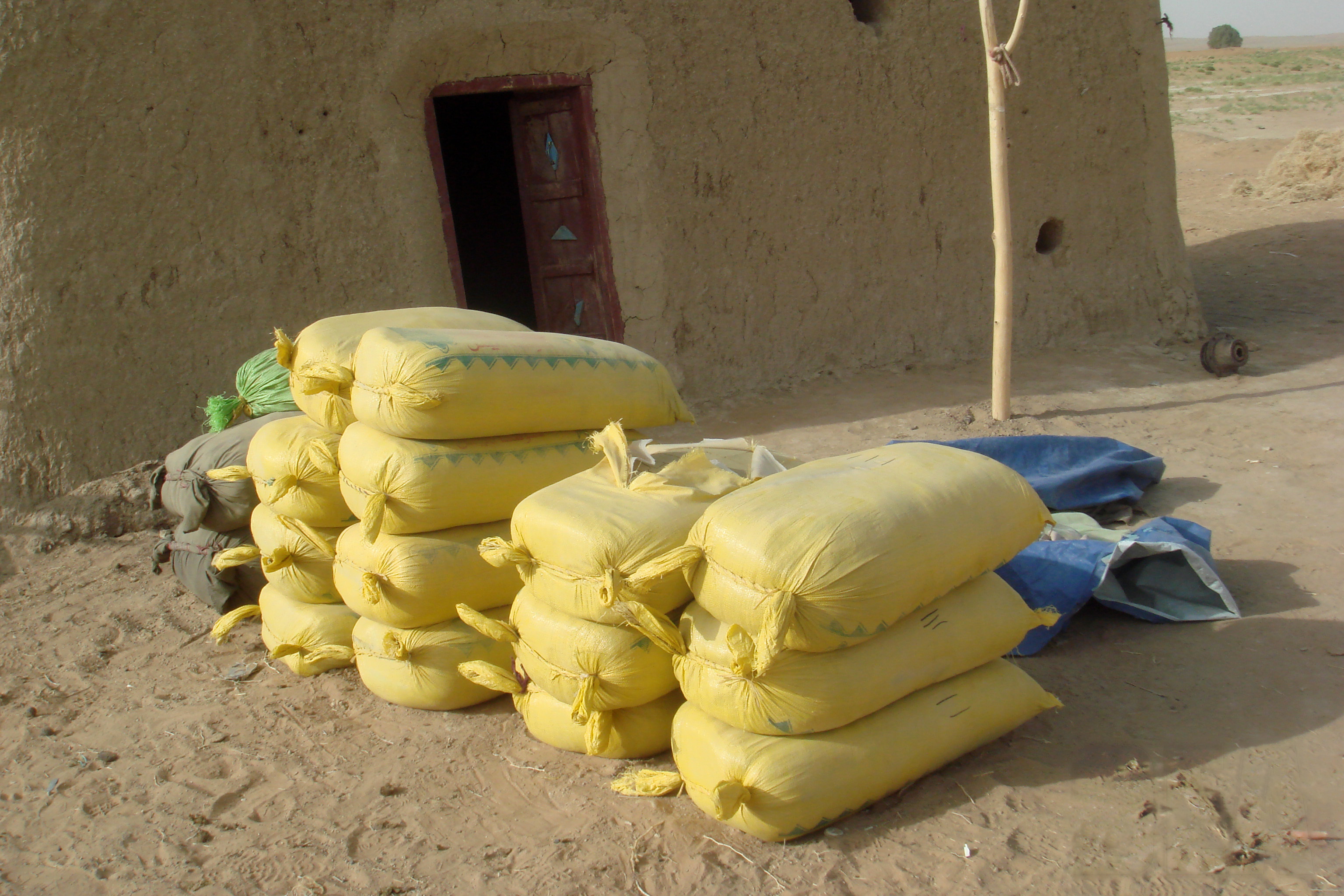
الحشيش المصادر من عملية الباتروس، عملية مشتركة من المسؤولين الأفغان، منظمة حلف شمال الأطلسي وإدارة مكافحة المخدرات

تذكر الإحصائيات أن أرباح هذه التجارة غير معروفة بحد كبير نظرا إلى طبيعته غير المشروعة وصعوبة تحديد حجم التجارة. في عام 1997 نشرت إدارة مكافحة المخدرات في الولايات المتحدة (DEA) تقرير يقدر حجم التجارة إلى 4 تريليون دولار، لتضع تجارة المخدرات على أعلى قائمة السلع المتداولة في العالم بعد تجارة الأسلحة والنفط.
نشرت مكتب وزارة الداخلية في المملكة المتحدة تقرير عام 2007 يقدر فيه أن قيمة سوق المخدرات غير المشروعة قد وصل إلى ما يقارب 4 مليار دولار سنويا.

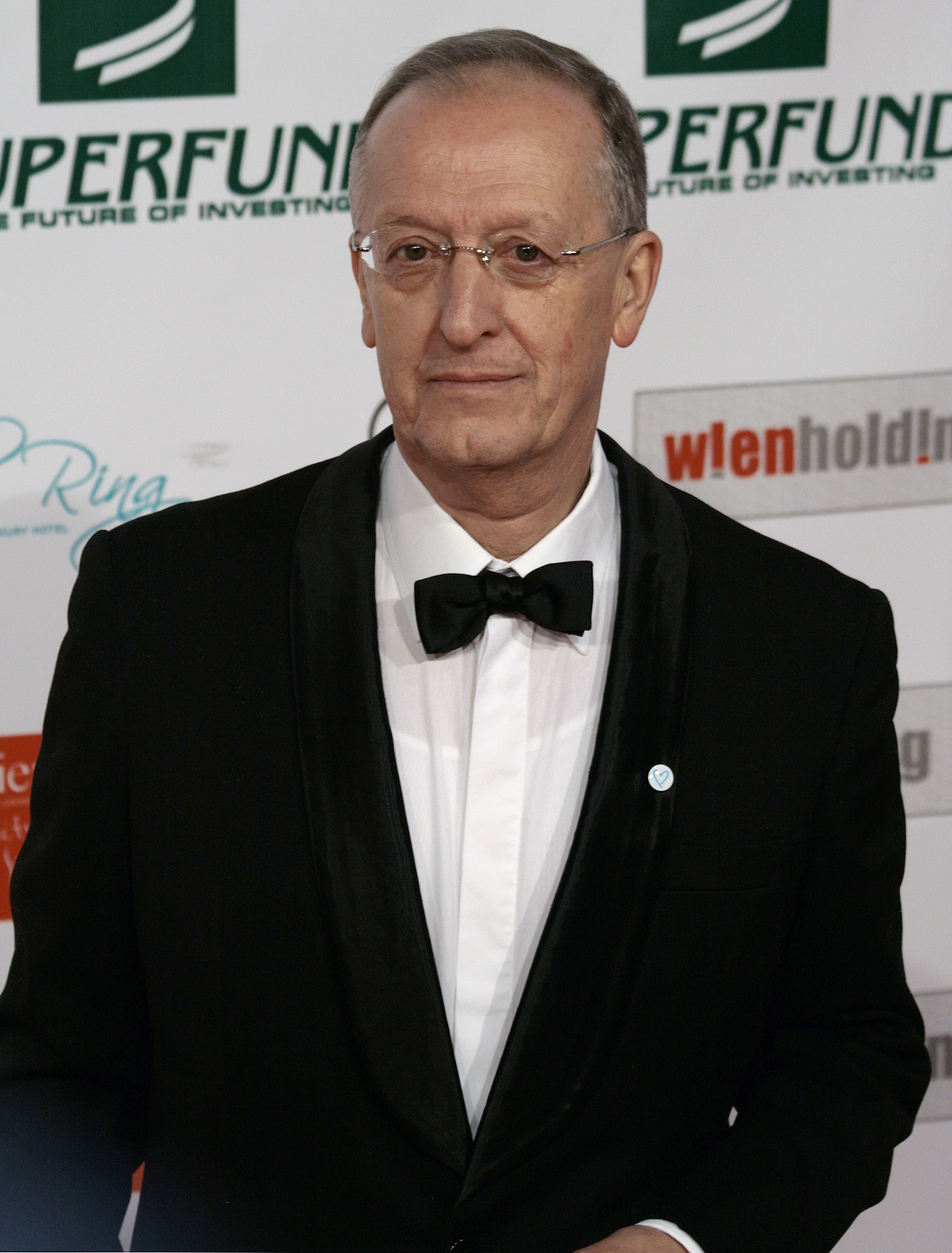
أنطونيو ماريا كوستا.

في ديسمبر 2009، أعلن المدير التنفيذي لمكتب الأمم المتحدة المعني بالمخدرات والجريمة أنطونيو ماريا كوستا أن أموال المخدرات غير المشروعة قد أنقذ الصناعة المصرفية من الانهيار. مؤكدا أن لدية أدلة تثبت أن عائدات الجريمة المنظمة كانت هي رأس المال الإستثماري السائل فقط لبعض المصارف التي كانت على حافة الانهيار في عام 2008. وقال أن جزء كبير من عائدات تجارة المخدرات التي وصلت إلى 352 مليار تم الاستعانة بهم في النظام الاقتصادي، فقال في تصريحة:
«في الكثير من الحالات، كانت عائدات تجارة المخدرات هي الرأس المال السائل في السوق فقط. ففي النصف الثاني من عام 2008، كانت السيولة هي المشكلة الرئيسية في النظام المصرفي. لذلك فإن أغلب القروض التي أخذت في ذلك الوقت نشأت في الأساس من تجارة المخدرات وغيرها من الأنشطة غير المشروعة، وهناك أدلة كثيرة أن بعض المصارف قد تم إنقاذها بهذه الطريقة».
رفض كوستا الإعلان عن البلدان والبنوك التي إستقبلت أموال المخدرات، قائلا أن ذلك سيكون أمر غير لائق، لأن مكتبة مهمته معالجة هذه المشكلة، وليس إلقاء اللوم.

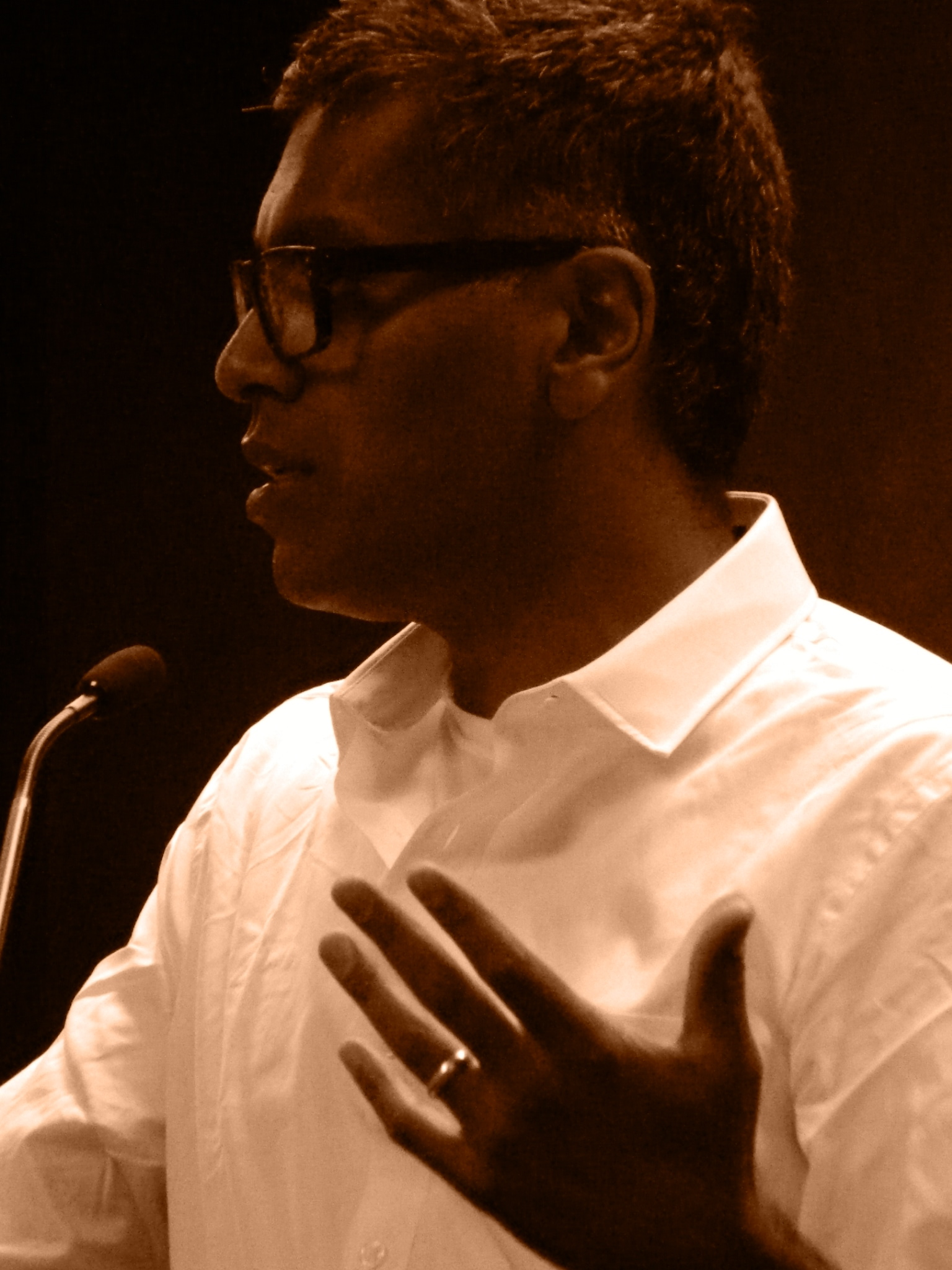
سودهير فينكاتشي

بسبب كون بيع المخدرات في الشوارع على نطاق واسع أمرا مربحا، أجرى سودهير فينكاتشي دراسة عن طبقة الموظفين ذات المستوى المنخفض الذين يتلقون أجورا منخفضة. ففي دراستة التي أجراها في فترة التسعينات والتي عمل فيها عن كثب مع أعضاء عصابة رواد الأمة السوداء (Disciple Nation)، وجد أن عصابة واحدة (فرنشايز بالتحديد) بقيادة طالب متخرج يدعى جي تي، وثلاثة ضباط كبار، ومن 25 إلى 75 موزع في الشوارع على حسب الموسم. يبيعون الكوكايين، جنوا ما يقرب من 32000 دولار شهريا لفترة دامت أكثر من 6 أعوام. 

وكانوا يقسموا كالتالي:
5000 دولار لمجلس إدارة عصابة تلاميذ الأمة السوداء العشرين، والتي تشرف على ما يقرب من 100 عصابة أخرى لتجنى ما يقرب من 500000 دولار شهريا. 5000 دولار أخرى للكوكايين. 4000 دولار للنفقات الأخرى غير المتعلقة بالأجور. وصل مرتب جي تي الشهري إلى 8500. أما باقي المبلغ المقدر الذي قيمته 9500 دولار فتوزع على الموزعين بقيمة 7 دولار في الساعة للضباط، 3.30 دولار للموزعين.

## عصابات المخدرات في نصف الكرة الغربي

### نظرة عامة
يوجد العديد من المناقشات حول هل سببت التجارة الحرة زيادة في زيادة تجارة المخدرات. حاليا يتم وصف تجارة المخدرات كصناعة دولية. لذلك يمكن القول أن التجارة الحرة قد فتحت أسواق جديدة للمنتجين المحلين، كما زادت فرص تهريب المخدرات عبر الحدود بتوفير غطاء مناسب للعملية (تزيد التجارة الحرة فرصة لإخفاء الشحنات غير المشروعة في الشحنات المشروعة). بينما تستمر التجارة الدولية الحرة في توسيع حجم التجارة القانونية، تقل القدرة على كشف واعتراض التجارة غير القانونية.
في اواخر التسعينات، إستقبلت الموانئ العشرة الأولى في العالم ما يقرب من 33.6 مليون حاوية. عززت التجارة الحرة تكامل الأسواق المالية وقدمت لتجار المخدرات فرص جيدة لغسيل الأموال والاستثمار في أنشطة أخرى. أدى ذلك إلى تعزيز صناعة المخدرات وإضعاف جهود رجال القانون لرصد تدفق أموال المخدرات في الاقتصاد الشرعي.
تتكون صناعة المخدرات من عدة منظومات، لكل منظومة منها عمل خاص بها. فتوجد منظمة تهتم بإيجاد الطريقة المثلى لغسيل الأموال، بينما تهتم منظومة أخرى بتوفير المال المراد غسله، فكلما توسعت التجارة وشبكات النقل العالمية، كلما تكونت تحالفات أكثر بين المنظمات الإجرامية في مختلف البلدان.
بدأت تجارة المخدرات في أمريكا اللاتينية في أوائل الثلاثينيات من القرن الماضي. إزدهرت هذه التجارة بشكل كبير في بلدان الأنديز مثل بيرو، بوليفيا، شيلي، الإكوادور، كولومبيا وفنزويلا بشكل عام، وفي تجارة الكوكايين بعد الحرب العالمية الثانية بشكل خاص.

### الولايات المتحدة

#### نظرة عامة

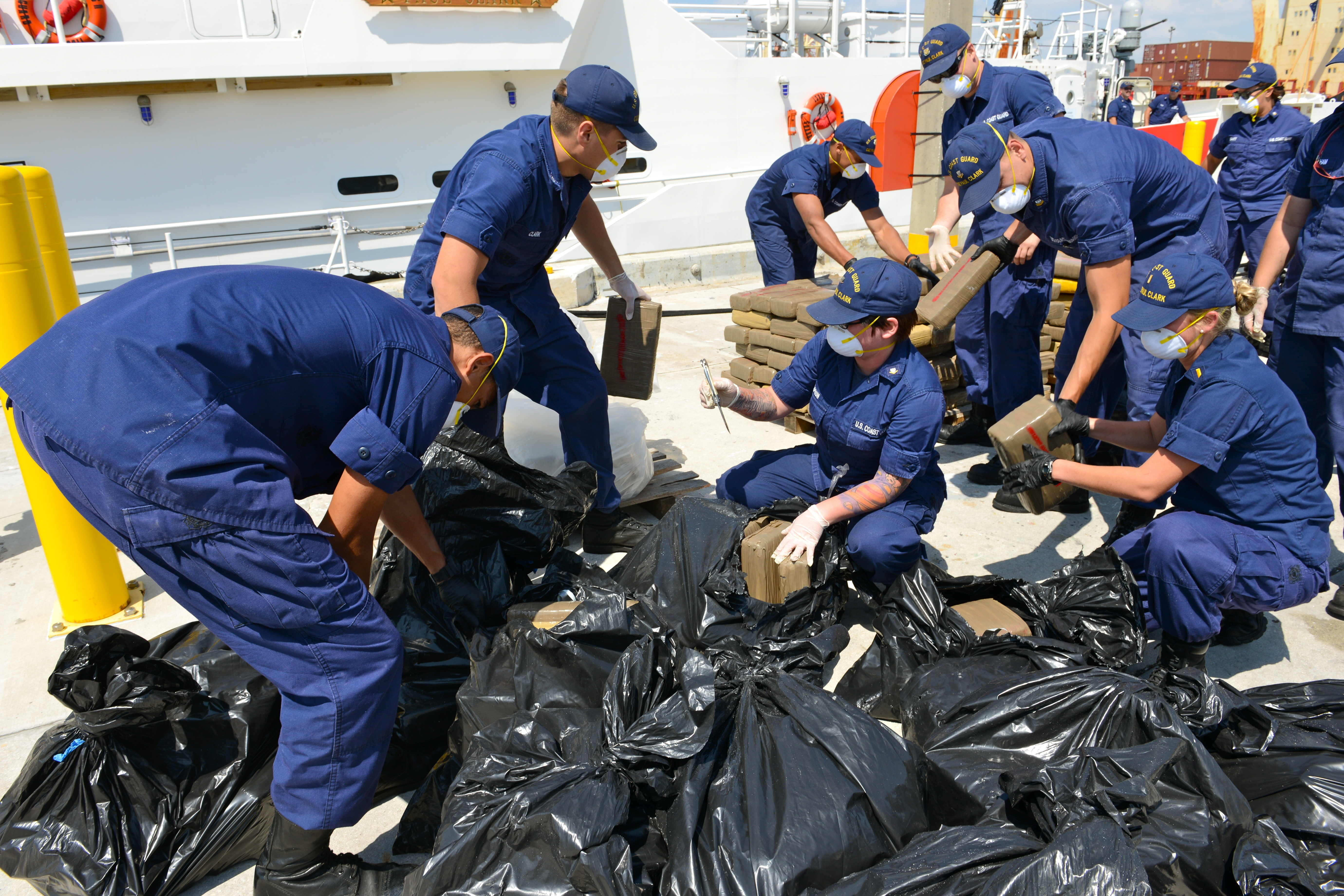
حرس السواحل الأمريكي أثناء مصادرته للكوكايين في شاطئ ميامي، فلوريدا، مايو 2014

يمكن أن ترى آثار تجارة المخدرات غير المشروعة في الولايات المتحدة من العديد من الجوانب كالسياسية والاقتصادية والاجتماعية. كما يمكن ربط المخدرات بأعمال العنف المرتبطة بالتوتر العنصري الذي نشأ في أواخر القرن العشرين جنبا إلى جنب مع الاضطراب السياسي السائد طوال الستينات والسبعينات. يعدّ النصف الثاني من القرن العشرين فترة زيادة الثروة هي نفس الفترة التي زاد الطلب فيها على المخدرات في أغلب مناطق الولايات المتحدة.

#### الجانب السياسي
واجه جيل كبير خصوصا جيل الستينات نزعة لمواجهة مسائل محددة في القانون بما في ذلك العقاقير غير المشروعة. فمع ضعف النظام القضائي، تدخلت الحكومة الإتحادية لتنفيذ القانون.
كانت الماريجوانا هي المخدر الشعبي في أمريكا اللاتينية في الستينات. ولكن سرعان ما أصبح الكوكايين هو المخدر الرئيسي لعدة عقود متتالية. تم تهريب كميات هائلة من الكوكايين من كولومبيا والمكسيك عن طريق جامايكا.
في فترة التسعينات، كان 50٪ من الكوكايين المتوفر في سوق الولايات المتحدة مكسيكي الأصل، ومع بداية القرن الحادي والعشرين، أصبح 90٪ من الكوكايين مكسيكي.
في كولومبيا، سبب سقوط العديد من كارتلات المخدرات الرئيسية في منتصف التسعينات، حدثت تحولات مرئية في سوق المخدرات في الولايات المتحدة. فبين عام 1996 وعام 2000 إنخفض إستهلاك الولايات المتحدة من الكوكايين بنسبة 11٪.
في عام 2008، بدأت حكومة الولايات المتحدة في تنفيذ مبادرة ميريدا لمكافحة تهريب المخدرات من المكسيك.

#### الآثار الاجتماعية

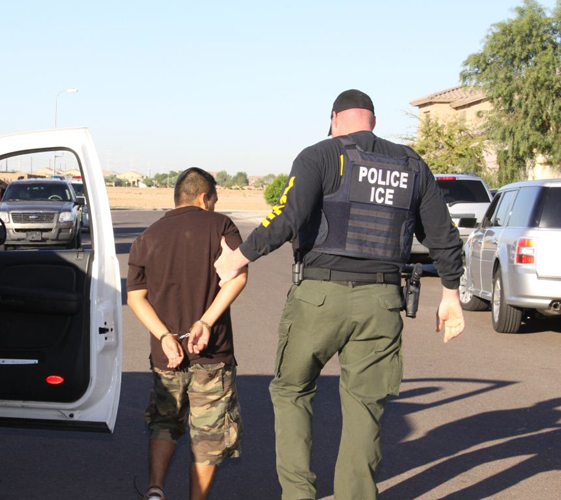
حرب المخدرات في أريزونا، أكتوبر 2011

على الرغم من أن المخدرات غير مشروعة في الولايات المتحدة، إلا أنها أصبحت جزءا من ثقافة الأمة، بل نشاط ترفيهي لدى شريحة معينة من السكان. لتصبح بذلك المخدرات سلعة أساسية مع تزايد الطلب عليها، بالرغم من سعرها العالي. بالرغم من جهود السياسيين للقضاء على المخدرات في الولايات المتحدة، إلا أن الولايات المتحدة لا تزال أكبر مستورد للمخدرات على مستوى العالم.
في القرن العشرين، تم تهريب المخدرات بخلاف الكوكايين تم تهريبها من الحدود المكيسكية بعد الحظر الأمريكي للكحوليات في فترة العشرينات، الأفيون في الأربعينات، الماريجوانا في الستينات والهيروين في السبعينات. أغلب مخدرات الولايات المتحدة تم تهريبها من عصابات المكسكيك، والتي إستطاعت التوغل في أكثر من 195 مدينة داخل الولايات.

##### التركيبة السكانية
مع توافد المهاجرين على أمريكا في فترة الستينات، لاحظت الحكومة عدم تجانس السكان في العديد من الأماكن وتكون أقليات عرقية. التي بدورها تسببت في ارتفاع عدد جرائم العنف المرتبطة بالمخدرات وخصوصا في فترة الثمانينيات والتسعينيات. فعلى سبيل المثال إرتفع معدل جرائم القتل في ميامي بين عامي 1985 و 1995 بأربعة أضعاف المعدل الوطني. بالطبع لم تكن المخدرات هي السبب الوحيد لزيادة معدل جرائم العنف فكان يرتبط في أماكن أخرى بالبطالة، غياب التعليم، سوء المستوى المعيشي وزيادة الأقليات العرقية.

### المكسيك

#### البيئة السياسية

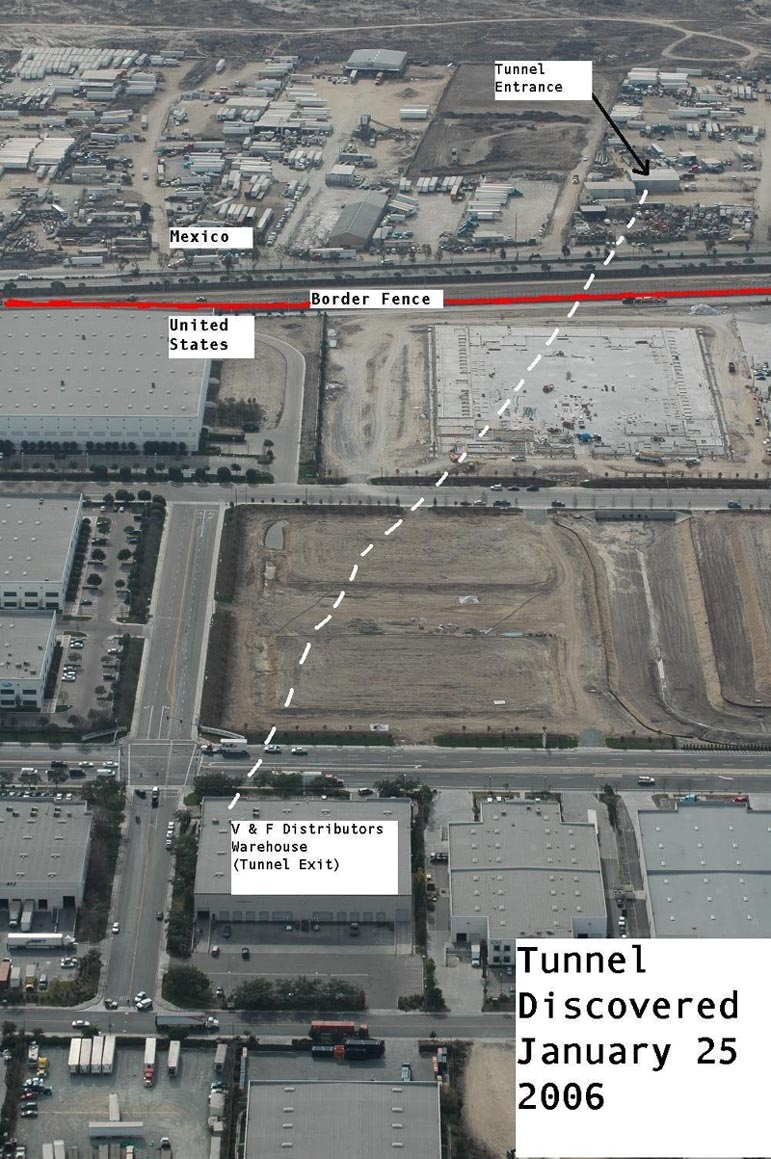
إحدى الأنفاق المستخدمة لتهريب المخدرات، يمر أسفل الحدود بين الولايات المتحدة والمكسيك

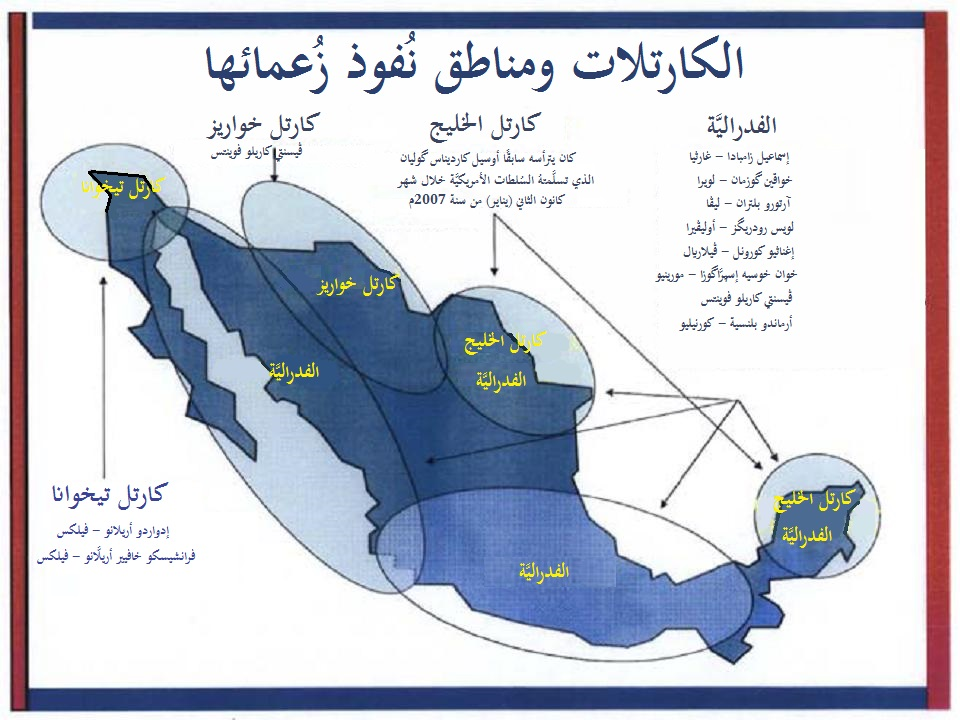
عصابات المخدرات وأماكن نفوذهم.

مع بداية القرن العشرين، سمحت البيئة السياسية في المكسيك بنمو الأنشطة المرتبطة بتجارة المخدرات. فمع غياب منهج محدد لمحاربة الجريمة المنظمة وعدم ملاحقة عصابات المخدرات المعروفة أدى إلى نمو التجارة وجعل تجار المخدرات أكثر ثراءا. تفتقر العديد من مدن المكسيك إلى الإستقرار في الحكم وعدم بقاء رؤساء البلدية في منصبهم فترة طويلة. تستغل عصابات المخدرات هذا الأمر لزرع رجلها في مراكز القيادة.

شعار الحزب الثوري المؤسسي (PRI)

في عام 1929، تم تشكيل الحزب الثوري المؤسسي (PRI) لحل الفوضى الناجمة عن الثورة المكسيكية. مع مرور الوقت إكتسب الحزب نفوذا سياسيا كبيرا وأصبح مؤثرا في الشأن الاجتماعي والاقتصادي للمكسيك. لكسب هذا النفوذ قام الحزب بإنشاء العديد من العلاقات مع مختلف المجموعات من بينهم تجار المخدرات (النفوذ مقابل الحصانة) والذي بدوره أدى لتوغل المزيد من الفساد في الحكومة.
بحلول أربعينات القرن الماضي توطت العلاقة بين الحزب الثوري (PRI) وعصابات المخدرات. سمحت هذه العلاقة بنمو تجارة المخدرات في ظل حماية المسؤولين الحكوميين. لم يستمر هذا الأمر فترة طويلة فمع حلول التسعينات، خسر الحزب الثوري الانتخابات، وعادت الفوضى مرة أخرى في الحكومة.

حزب الفعل الوطني (PAN)

لم يختلف الوضع كثيرا مع حزب الفعل الوطني (PAN)، فعند وصل الحزب للسلطة استخدمت عصابات المخدرات وجودها ونفوذها المسبق للحصول على السلطة أيضا. وبدلا من التفاوض مع الحكومة المركزية الجديدة كما كان الحال مع الحزب الثوري الدستوري، وجدت طرقا جديدة لتتوغل داخل الحكومة ولتعزيز سيطرتها.
حتى عندما أصبحت المكسيك أكثر ديمقراطية، إنتقل الفساد من السلطة المركزية إلى السلطات المحلية. الأمر الذي إستغلته العصابات وبدأت بإعطاء الرشاوي للسلطات للسيطرة عليها.
في أواخر القرن العشرين وأوائل القرن الحادي والعشرين، تم تخصيص عدة برامج لمحاربة هذه الصناعة وتمكين دولة القانون.
في عام 1993، أنشأ الرئيس ساليناس المعهد الوطني لمكافحة المخدرات في المكسيك.
من عام 1995 - 1998، قرر الرئيس زيديو تغليظ قانون عقوبات الجريمة المنظمة، وإنشاء قانون لحماية الشهود والعملاء السريين.
من عام 2001 - 2005، أنشأ الرئيس فيسينتي فوكس وكالة التحقيقات الفيدرالية، التي أدت إلى القبض على أشهر تجار المخدرات وهم:
| عام  | الشخص                     | العصابة       |
| ---- | ------------------------- | ------------- |
| 1989 | ميغيل أنخيل فيلكس غالاردو | عصابة سينالوا |
| 1993 | خواكين غوزمان لويرا       | عصابة سينالوا |
| 1995 | هيكتور لويس بالما         |               |
| 1996 | خوان غارسيا أبريغو        | عصابة الخليج  |
| 2002 | إسماعيل غيريرو            | عصابة تيجوانا |
| 2002 | عيسى لابرا                | عصابة تيجوانا |
| 2002 | ادان                      | عصابة كوليما  |
| 2002 | بنيامين اريلانو فيليكس    | عصابة تيجوانا |
| 2003 | أوزيل كارديناس            | عصابة الخليج  |

#### اقتصاد المكسيك
في العقود القليلة الماضية، إندمجت أموال تجار المخدرات في الاقتصاد المكسيكي. فأكثر من 500 مدينة ترتبط مباشرة بتجارة المخدرات، يعمل حوالي أكثر من 450000 شخص في هذا المجال. كما يعتمد رزق أكثر من 3.2 مليون شخص على تجارة المخدرات.

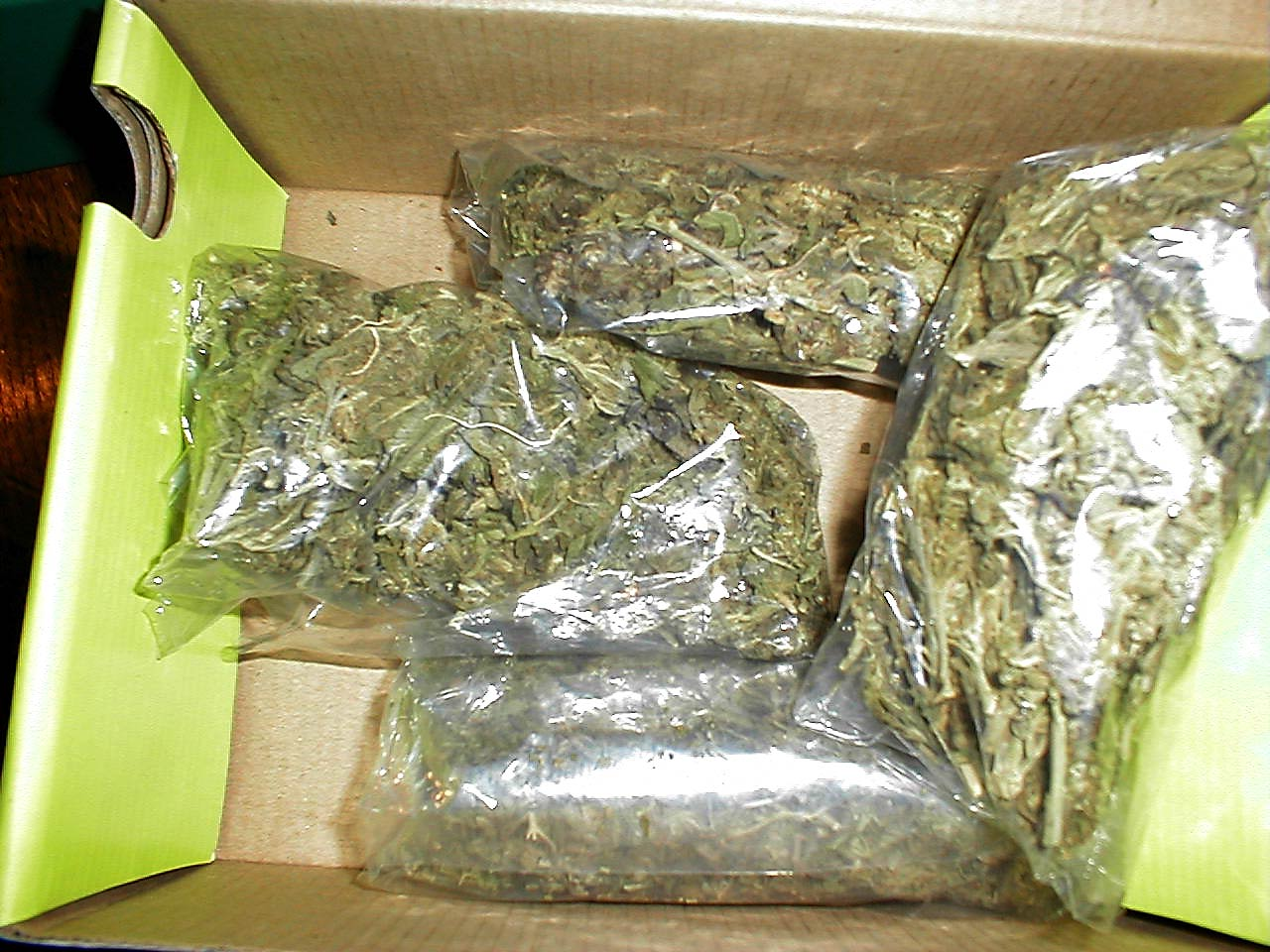
أربعة أونصات من القنب الهندي

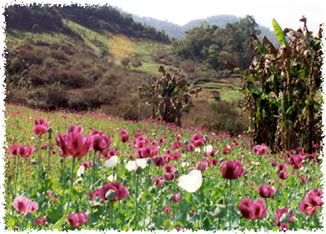
مزرعة خشخاش منوم (مصدر الأفيون، الهيروين، المورفين) في بورما

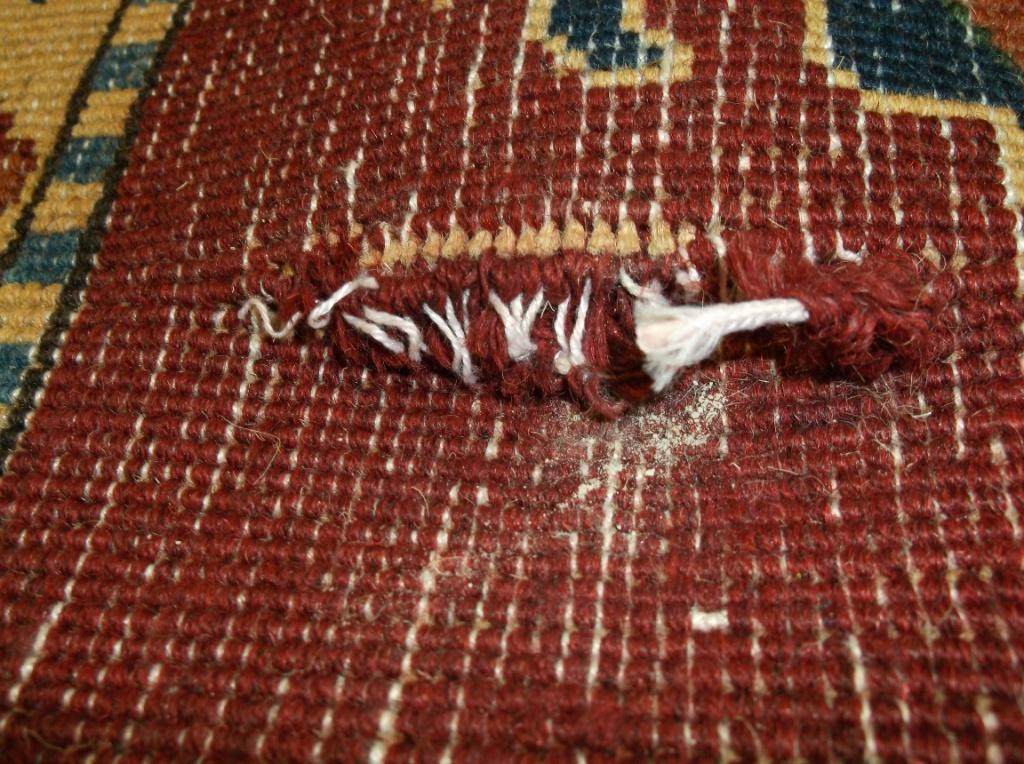
تم مصادرة هروين مخفي في سجادة مصنوعة يدويا في مطار مقاطعة ويستتشستر، نيويورك. عام 2012

### دبي
كانت عصابة كيناهان تعيش في العلن وتدير عملياتها من دبي، وتتمتع بالحصانة التي توفرها المدينة لعصابات الجريمة المنظمة. وتحافظ العصابة على علاقاتها بالنظام، إلى جانب الروابط المالية مع عائلات قوية في دبي. وقد أنشأت العصابة شركات متعددة في دبي لتقديم خدمات الأعمال وتجارة المنسوجات والملابس والأغذية. وكشف تحقيق أن هذه الشركات كانت تستخدم لتوريد المخدرات، بما في ذلك الكوكايين والهيروين وغيرها، وغسل الأموال القذرة. وعلى الرغم من الحفاظ على مستوى منخفض، فقد أداروا أعمالهم كالمعتاد في دبي. وعقدت عائلة كيناهان عددًا من الاجتماعات مع شركائها الإجراميين في دبي. في أكتوبر 2024، ألقي القبض على شون جيرارد ماكجفرن بموجب إشعار الإنتربول في دبي. وخوفًا من تسليم ماكجفرن إلى أيرلندا، وضعت العصابة خطة مفصلة للانتقال من دبي إلى روسيا. وفي 21 أكتوبر، وقعت أيرلندا معاهدة تسليم مع الإمارات العربية المتحدة.